# 馬卡區

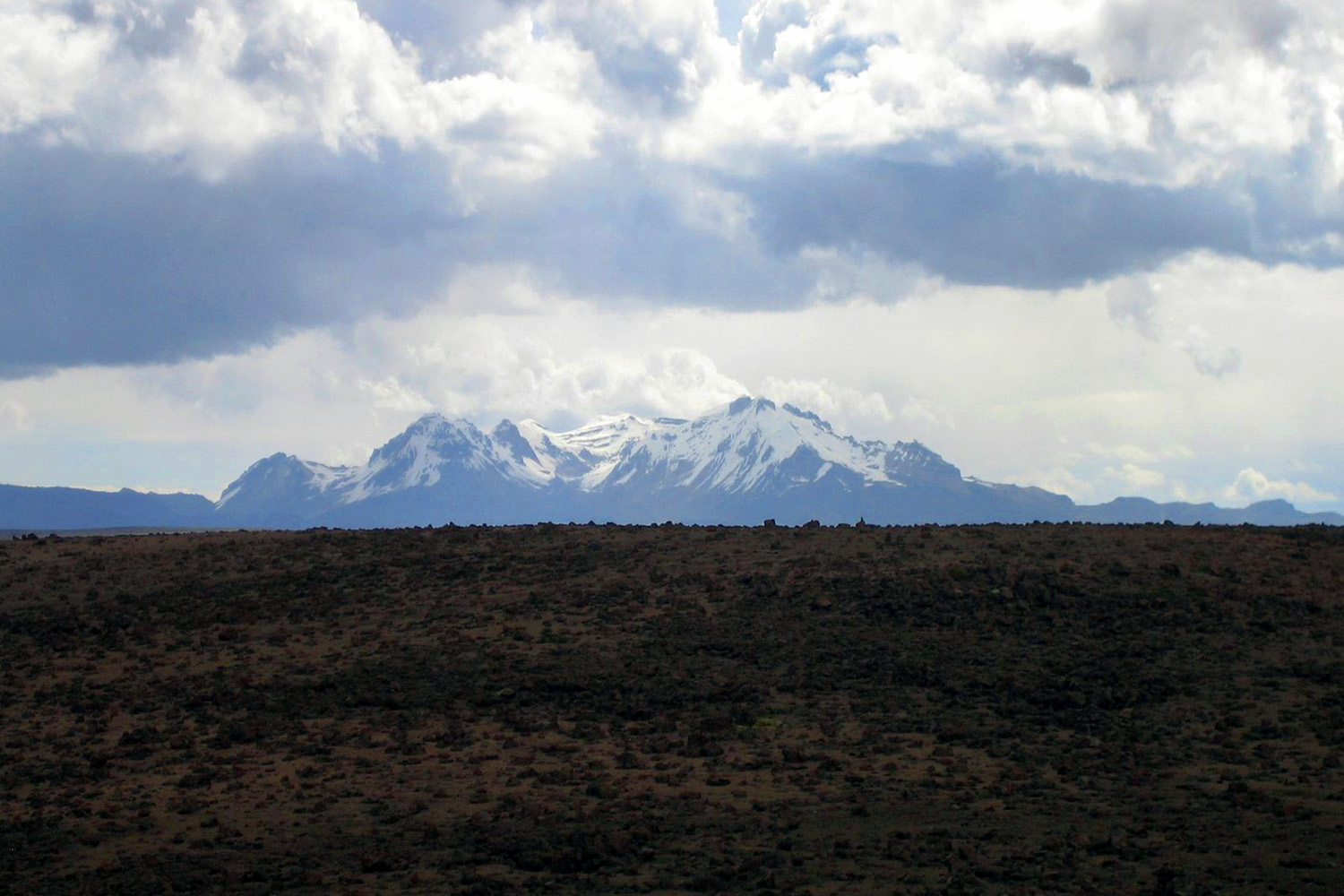

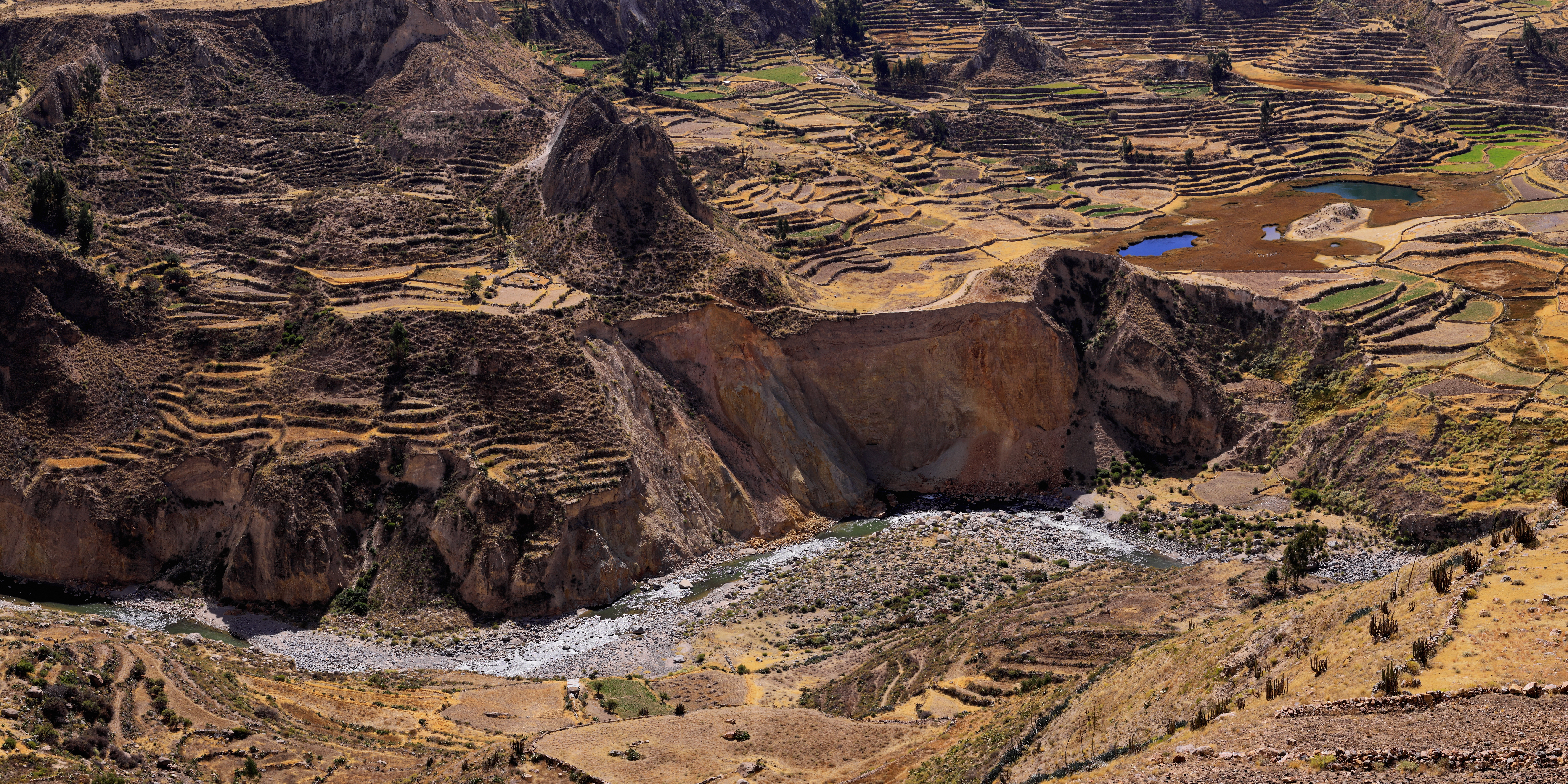

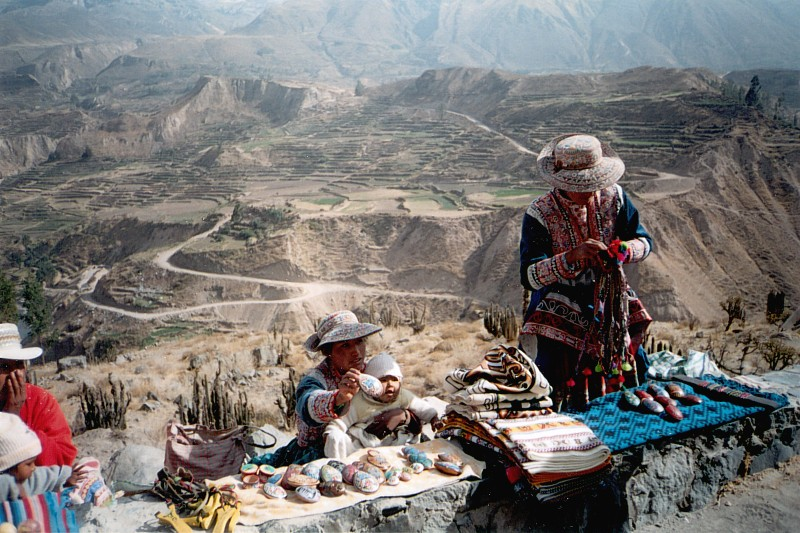

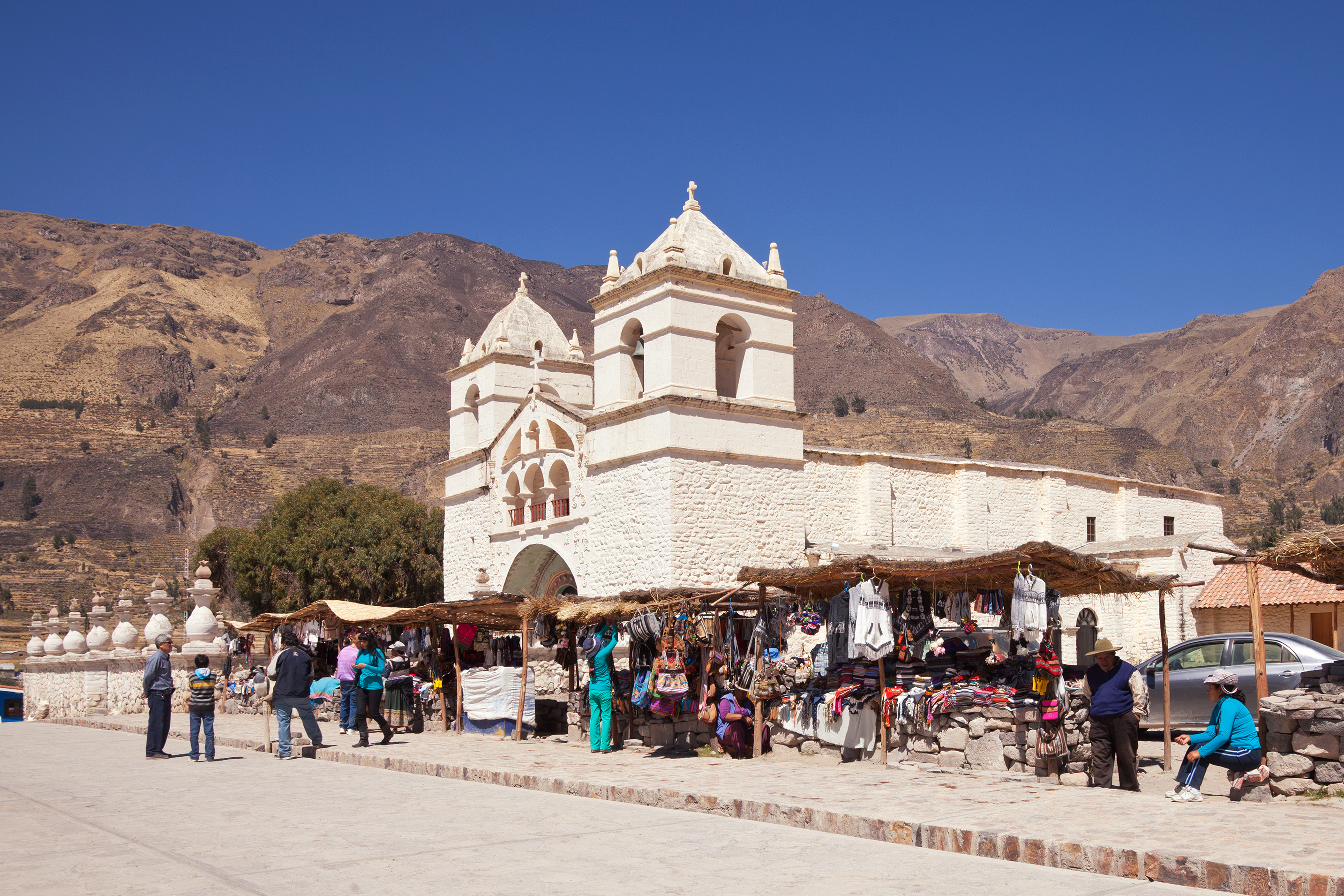

馬卡區（西班牙語：Distrito de Maca），是秘魯的一個區，位於該國南部阿雷基帕大區的卡伊尤馬省，面積227.48平方公里，海拔高度3,262米，2005年人口1,307，人口密度每平方公里5.7人。